# Aegires serenae
Aegires serenae är en snäckart som först beskrevs av Terrence M. Gosliner och Wilhelm Julius Behrens 1997.
Aegires serenae ingår i släktet Aegires och familjen Aegiridae. Inga underarter finns listade i Catalogue of Life.